# 振华街道
振华街道是中华人民共和国山西省大同市平城区下辖的一个街道。

## 建置沿革
- 2021年3月，设立振华街道。以原振华南街街道的新世纪、振华北街、天胜雅园、迎春里、同泉里、育才、云泉里、大秦佳苑8个社区居委会，原新建南路街道的幸福里、康乐里、建设里3个社区居委会的行政区域为振华街道的行政区域。[2]
- 2021年6月9日，成立1个社区（和平），将振华北街社区名称变更为永宁社区，同时按照人口和面积科学合理划分社区管理服务区域。[3]

## 行政区划
振华街道下辖新世纪、振华北街、天胜雅园、迎春里、同泉里、育才、云泉里、大秦佳苑、幸福里、康乐里、建设里等社区居委会。
2021年6月9日振华街道优化调整后设12个社区（新世纪、永宁、天胜雅园、迎春里、同泉里、育才、云泉里、大秦佳苑、幸福里、康乐里、建设里、和平）。